# Чернисс, Гарольд
Гарольд Чернисс (англ. Harold Fredrik Cherniss; 11 марта 1904, Сент-Джозеф, Миссури — 18 июня 1987, Принстон, Нью-Джерси) — американский классицист и историк античной философии. Особо известен своими работами по Аристотелю.

## Биография
Его еврейский прадед эмигрировал в США из Винницы (ныне Украина).
Окончил Калифорнийский университет в Беркли, где получил степень бакалавра искусств в 1925 году. В 1926 году учился у Пола Шори в Чикагском университете. В 1927-1928 годах учился в Германии — в Геттингене у Германна Френкеля и в Берлине у Вернера Йегера и Ульриха фон Виламовиц-Мёллендорфа.
В 1930 году в альма-матер окончил свой докторат по классической филологии и санскриту.
В 1930—1933 годах преподавал древнегреческий в Корнеллском университете. Десять лет преподавал в Университете Джонса Хопкинса (там он сотрудничал с профессором философии А. О. Лавджоем) и возвратился в Калифорнийский университет.
В 1941—1942 годах — Гуггенхаймовский стипендиат.
Служил в армии США, куда поступил добровольцем. Служил в разведке, дорос до звания капитана.
В 1946 году возвратился в альма-матер на должность профессора греческого. Затем в 1948 году, в связи с маккартизмом, перешёл в Институт перспективных исследований в Принстоне (стал первым, кто был туда назначен его новым директором Робертом Оппенгеймером), где работал до конца жизни.
Друг Роберта Оппенгеймера.
Членкор Британской академии (1956).
Являлся сторонником унитаризма философской системы Платона.
Был женат (с 1929 года).